# Безлюдовский поселковый совет
Безлю́довский поселко́вый сове́т — бывшая административно-территориальная единица, входившая до 2020 в состав Харьковского района Харьковской области Украины.
Административный центр поселкового совета находился в пгт Безлю́довка.

## История
- 1920 — дата возобновления[2] сельского Совета депутатов трудящихся в составе … волости Харьковского уезда Харьковской губернии Украинской Советской Социалистической Республики.
- С 1923 года — в составе Харьковского района Харьковского округа, с 1932 — Харьковской области УССР.
- После 19 октября 1938 — дата преобразования из сельского в поселковый совет после получения Безлюдовкой статуса посёлок городского типа (пгт).
- Согласно постановлению от 06.09.2012 года № 5215-VI, 14 гектаров земли Безлюдовского поселкового совета были присоединены к городу Харькову; одновременно другие 14 га были переданы Харьковом Безлюдовке.[3]
- 2020 — дата ликвидации в ходе административно-территориальной реформы и образования Безлюдовской общины (укр. громады).

## Населённые пункты совета
- пгт Безлюдовка
- Между 1967[4] и 1975 годами[5] село Коммунар (село, Харьковский район) (до 1950 Котляры) был исключён из состава Пономаренковский сельсовет, перейдя в состав Безлюдовского поссовета,[6] а затем образовав в 1992 свой Коммунарский, с 2016 — Котляровский сельский совет.